# Iskra (aparat fotograficzny)
Iskra (Искра) – aparat średnioformatowy produkowany w radzieckiej fabryce «KMZ» w latach 1959–1964. Dostarczany był z obiektywem Industar-58.
Iskra była aparatem mieszkowym produkowanym przez Krasnogorskie Zakłady w latach 1959–1961. Była wzorowana na modelu Super Isolette firmy «Agfa». Ale zmieniono górę aparatu, zastosowano  migawkę Synchro-Compur RMX/RMXV wraz z obiektywem Solinar 3,5/75. Można było ustawić czas naświetlania w zakresie od 1/500 do 1 s oraz czas „B”. Zamontowany był automatyczny licznik klatek, zabezpieczenie przed podwójnym naświetleniem  i samowyzwalacz. Iskra robiła zdjęcia w formacie 6 x 6.  
Powstało niecałe 39 tys. sztuk tych aparatów.
Od 1961 zaczęto produkcję drugiego modelu różniącego się zamontowaniem światłomierza selenowego, który ułatwiał pracę z aparatem.  Produkcję drugiego modelu zakończono w 1964. Powstało  6 tys. egzemplarzy.